# Iglesia de San Pedro (Benifayó)
La iglesia de San Pedro ubicada en la plaza mayor de Benifayó (provincia de Valencia, España) fue construida en la segunda mitad del siglo XVIII y es la tercera de las construcciones en el mismo solar.
El templo cuenta con dos torres en la fachada y una gran cúpula restaurada entre los años 1993-94.
En el interior conserva algunos elementos de orfebrería religiosa a partir del siglo XVI. En 1936 se perdieron cuadros del pintor Vicente López.
En la portada se encuentran las imágenes de san Pedro y dan Pablo, restauradas después del 36 y un relieve con la tiara de san Pedro llevada por dos ángeles de estilo barroco.
En el año 1939 se empieza la total restauración interior.